# Белиц-Гейман, Семён Викторович
Семён Викторович Белиц-Гейман (род. 16 февраля 1945, Москва, СССР) — советский пловец, серебряный и бронзовый призёр Олимпийских игр 1968 года, заслуженный мастер спорта СССР, спортивный журналист. Экс-рекордсмен мира.

## Биография
Родился в семье радио и кинорежиссёра-документалиста Виктора Семёновича Белиц-Геймана. Внук известного московского врача Семёна Алексеевича (Соломоновича) Белиц-Геймана (1863—1910), издателя и редактора основанного им в 1904 году журнала «Домашний врач». Двоюродный брат теннисиста Семёна Павловича Белиц-Геймана. Горбунова (Виноградова) Софья Александровна, многократная чемпионка СССР по волейболу, заслуженный мастер спорта - тетя олимпийского призёра.
С 1964 по 1969 студент экономического факультета МИИТа. Окончил факультет журналистики МГУ.
На летней Олимпиаде-1968 в Мехико в составе советских команд выиграл серебро в эстафете 4×100 м вольным стилем и бронзу в эстафете 4×200 м вольным стилем.
Победитель Спартакиады народов СССР 1963 года, чемпион на дистанции 400 м и в эстафете 4×200 м. Обладатель более 200 золотых спортивных наград. 67-кратный рекордсмен СССР (1963—1972) на дистанциях 200,400 ,800 и 1500 м вольным стилем и в эстафетном плавании. Многократный рекордсмен Европы на дистанции 400,800 и 1500 м, В 1966 году установил Мировой Рекорд в плавании на 800 м вольным стилем. Чемпион СССР 1963-1973 на различных дистанциях. Победитель Всемирной Универсиады 1965 года на дистанции 400 м вольным стилем.Чемпион Европы 1966 года на 1500 м вольным стилем и в эстафете 4х200 м вольным стилем.
Первый спортивный репортаж подготовил в 1961 году для программы «Внимание на старт». Первые зарубежные радиорепортажи провёл из Мексики в 1965 году. В 1974 перешёл на штатную работу корреспондентом еженедельника Московской Правды «Спортивная Москва», в 1978 редактором отдела журнала «Спортивная жизнь России», с 1993 собкор в США и Канаде «Советский спорт». Позднее собкор в США и Канаде еженедельника «Юридическая газета». Продолжает сотрудничать с российскими изданиями. С 1974 по 1980 г возглавлял федерацию плавания Москвы, в конце 80-х с Ярославом Новицким организовал Московский клуб ветеранов спортивного плавания. Живёт в Москве и в Стэмфордe (США).
Член Международного еврейского спортивного зала славы (2017).
Жена — тренер по фигурному катанию Наталья Ильинична Дубова.